# Maciej Giertych
Maciej Marian Giertych este un om politic polonez, membru al Parlamentului European în perioada 2004-2009 din partea Poloniei. 
1. ↑  „Maciej Giertych”, Gemeinsame Normdatei, accesat în 3 mai 2014
2. ↑  „Maciej Giertych”, Gemeinsame Normdatei, accesat în 15 decembrie 2014
3. 1 2  Deputații în Parlamentul European
4. 1 2  pace.coe.int
5. ↑  „Katalog Instytut Pamięci Narodowej” (în poloneză). ipn.gov.pl. Accesat în 12 mai 2019.